# Roblox
Roblox – edukacyjna gra internetowa (określana też jako prosta platforma do tworzenia gier) wydana w 2006 roku przez amerykańskie studio Roblox Corporation. Uczestnicy gry samodzielnie kształtują rozgrywkę poprzez tworzenie przedmiotów, miejsc akcji itp. Możliwe jest udostępnianie własnych map zbudowanych z modułów przypominających klocki Lego.
Roblox jest dostępny na platformach Windows (również jako aplikacja w sklepie Microsoft), macOS, Xbox One, PlayStation 4, PlayStation 5, Android, iOS oraz Fire OS. Wykorzystuje gogle wirtualnej rzeczywistości Oculus Rift, Meta Quest Pro, Quest 2, Valve Index oraz HTC Vive. Produkcja kierowana jest do graczy w wieku 8–18 lat.
Według danych z 2017 roku w Robloksa każdego miesiąca gra średnio 50 milionów graczy.

## Rozgrywka
Akcja gry toczy się w świecie wykreowanym przez samych graczy – tworzą np. własne postacie, poziomy oraz zadania. Producenci udostępnili do dyspozycji program Roblox Studio, który umożliwia tworzenie własnych scenariuszy gry oraz wykorzystania skryptów Lua. W Robloksie dostępna jest wirtualna waluta zwana „robuxem” (w marcu 2016 ogłoszono rezygnację z waluty zwanej „ticketami”), umożliwiająca kupno dodatkowych przedmiotów. Kupuje się ją za prawdziwe pieniądze. Użytkownicy mogli też zapisać się do „Builders Club” poprzez wykupienie abonamentu. 23 września 2019 nazwę płatnego pakietu zmieniono na „Roblox Premium”.